# 費莉達·古斯塔夫臣
費莉達·古斯塔夫臣（瑞典語：Frida Gustavsson，1993年6月6日—），瑞典超級名模及演員。

## 职业生涯

### 模特
古斯塔夫松在12岁时在一个宜家家居被发现。她于2008年开始在本地模特界发展，同年搬到日本追求模特事业。她在巴黎的华伦天奴高级定制2012秋季秀中开场。此后，她为夏姿·陳、路易威登、香奈儿、朗萬、卡罗琳娜·海莱娜、芬迪、克里斯汀·迪奥、吉尔·桑达、亚历山大·麦昆、安娜·苏、马克·雅可布、迈克·科尔斯、卡尔文·克莱因、奥斯卡·德拉伦塔、埃米利奥·普奇、赛琳、爱马仕、让·保罗·高缇耶、杜嘉班纳、纪梵希、圣罗兰、拉尔夫·劳伦、布鲁玛琳和范思哲等品牌走秀。她还参加了2012年的维多利亚的秘密时装秀。2013年，古斯塔夫松被宣布成为美宝莲的代言人，并出现在他们的广告和商业宣传中。在2010年春季，她是最受欢迎的第四位模特，仅次于卡西亚·斯特鲁斯、刘雯和康斯坦丝·雅布伦斯基。
古斯塔夫松曾登上《Elle》、《W》、《Numéro》、《Vogue》、《L'Officiel》、《Crash》等杂志的封面。她还出现在马克·雅可布、吉尔·斯图尔特、安娜·苏、H&M、Max Mara、瑞典虎和普拉达的广告拍摄中。古斯塔夫松在2011年获得了瑞典《Elle》年度模特奖。
她还出现在妮娜·里奇的广告中。

### 演员
2019年，古斯塔夫松在奇幻电视剧《巫师》的第一季中饰演主角利维亚的杰洛特之母维森娜。
她在网飞剧集《維京傳奇：英靈神殿》中饰演维京女战士弗蕾迪丝·埃里克斯多蒂尔(Freydís Eiríksdóttir)。